# ペンギン☆ブラザーズ
『ペンギン☆ブラザーズ』（英称：Penguin Brothers）は、少女漫画作品。椎名あゆみ作。『りぼん』（集英社）2000年2月号から2001年12月号まで連載され（ただし途中2ヶ月中断）、その他番外編「3days」と連載終了後に描かれた長編読みきり2本がある。単行本はりぼんマスコットコミックス（こちらも集英社）から全5巻。伏線が張られたまま終了したが、作者は単行本最終巻の中で、再開の可能性を否定している。略称は「ペンブラ」。

## ストーリー
大規模な私立高校、常盤学園に転入してきた三嶋陽菜。そこは私服校でありながら、2種類の制服があり、しかもそれぞれの制服の着用者が「白（ホワイト）」と「黒（ブラック）」の2派に別れて、派閥争いを繰り広げていた。成績優秀・優等生タイプが着る制服が白、体育会系・問題児タイプが着る制服が黒。派閥のリーダーを中心に繰り広げられる学園闘争は、いじめ・暴力なんでもありで、学園は無秩序な空間と化していた。
そんな中、陽菜は黒のリーダー・西崎が白の生徒に振るう暴力を目にし、黒白どちらにも属さない私服登校組、通称「グレイ（灰色）」の中に入ることを決意する。しかしその「グレイ」は、学園内に5人しかいない超少数派だった。悪質な嫌がらせに立ち向かい、学園内の秩序を取り戻すため、陽菜は自身がリーダーとなりグレイを学園内のNO.1派閥にすることを宣言する。果たして、陽菜の学園生活やいかに!?

## 制服の特徴
ホワイト
男子は白いブレザータイプ、女子は白いセーター系で、赤い蝶リボンを付けている。
ホワイトの傾向：学業優秀、素行良好、お金持ち、生徒会、文化系クラブ
ブラック
男子はホックで留める学ランタイプ、女子は黒系のブラウスにジャンパースカートを着用している。
ブラックの傾向：学業不得意、素行不良、おちこぼれ、喧嘩が強い
運動系クラブの生徒は白黒両方存在するようだが、若干黒の生徒の方が多い印象を受ける。
- ペンギンは白と黒の制服と、高校生の若者達がなかなか飛び立てず、地面でもがいていることを暗示していると思われる。
- 常盤学園入学時は全員私服で、その後気に入った方に所属するというルールがあった。従って一色や西崎も入学当初は私服であった。
- 陽菜はグレイが勝利した暁に制服を校庭のど真ん中で燃やすと公言した。

## 登場人物

### グレイ
三嶋 陽菜（みしま ひな）
主人公。1年生。明るく負けず嫌い。グレイのリーダーとなって、学校・生徒達を変えていく。転校が多く、常盤学園は8校目。叔父との2人暮らし。過去に現在の住処近くに住んでいたようなのだが、その頃の記憶がない。本人は木から落ちて頭を打った為の記憶喪失だと思っているが、実は母親が目の前で交通事故死した時のショックが原因である。勉強の方はイマイチだが、運動能力は運動部のエース（男）たちを次々と負かすほど。不良相手にケンカをし、仲間のピンチには身代わりになり、机に虫や爬虫類を入れられたら手掴みで投げ返す…と男キャラ顔負けの男らしさで、陰湿ないじめに立ち向かう。叔父に対して恋心を秘めているが、この思いが決して成就することがないことはきちんと理解している。高校生になっても叔父の放浪癖に付き合うのは、いつか離別の日が来るまで、なるべく一緒に過ごしたいと思っているからである。なお、GLAYの中ではJIROのファン。「ぴよこ（名前がヒナであることから）」と呼ばれている。
小柴 哲太（こしば てった）
1年生。陽菜の転校前からグレイだった人物（通称：元祖グレイ）。男性陣で陽菜の叔父に次いで二番目に登場し、序盤の解説役として登場した。口先を軽く接触させて陽菜のファーストキスを奪った（陽菜が記憶喪失のため、そうではない可能性も）。ノリは軽いが、全国模試1位の秀才。この為ホワイト、ブラック両側から一目置かれており、陽菜転入前からグレイとして認められていた。陽菜曰く、人は自分より明らかに優秀な人間には手を出さない、ということらしい。髪の毛の色を頻繁に変えており、陽菜が転校した直後に金髪としていた。将来の夢は歌って踊れる医者。陽菜がグレイのリーダーとなった後は、彼女の右腕かつ組織の参謀として活躍する。飄々とした小柴が陽菜に尽すのは、彼女に一目惚れしているからだが、陽菜はその事実に全く気が付いておらず、小柴自身も流羽に片想いされている。
最初期から頭脳明晰で女子にモテる美形の設定で、陽菜にもその他大勢のモブという形でその点を認められていた。物語開始時点で一色と陽菜の細かい関係性が決まっていたため、最初期に設定よりも地味な容姿に描かれていたのはメインヒーローだと勘違いされないためのミスリードだと分かる。
飯島 豊（いいじま ゆたか）
1年生。元祖グレイ。出席日数ギリギリしか学校に来ない。男性のような名前だが、女性。ロングヘアの黒髪に清楚な格好のため、一見お嬢様に見えるが実家は暴力団。この為、彼女はグレイとして認められていた。西崎とは中学から一緒で、実は元カレ。ピアノが趣味で、自ら作曲もしている。作者が昔考えたオリジナルキャラクターが元。
藤重 豪（ふじしげ ごう）
3年生。元祖グレイ。豊の護衛役。豊の実家の暴力団においては若頭的な立場のようで、豊に虐げられるシーンが多いが、実は地元ヤンキーの間でも有名なかなりの実力者である。留年しており、20歳を越えている。留年の理由が豊の護衛をするためなのか、それとも単に単位が足りないからなのかは不明。
高見沢 裕也（たかみざわ ゆうや）
2年生。あだ名は「たかみー」。常盤学園男子バスケ部長でエース。学校の制度に不満を抱き、黒からグレイに仲間入りした初期グレイ参入メンバー。フリースロー勝負で陽菜に負けたのがグレイ参入のきっかけだったが、その後も嫌がらせに屈することがなかったのは、陽菜の人柄と覚悟に打たれたから。バスケ部員とともに学校改革に貢献する。主な活動は運動部員たちに対する説得活動（通称：ネズミ講作戦）。目に見えない所でグレイの人数が増えていったのは、このような地道な努力が実を結んだからである。本編では小柴の作戦のパシリになっていることが多く、陽菜らより年上であることが忘れられがちである。

### ホワイト
一色 宵威（いっしき しょうい）
1年生。1年生にも関わらずホワイトの頂点に立つ生徒会長。極度の潔癖症。誰とも馴れ合おうとしない。陽菜のことを昔から知っているようだが、陽菜は一色のことを憶えていない。陽菜は小学生の頃、父親からの虐待から自分を救ってくれた恩人である。西崎とは破滅的に仲が悪く、入学式に些細なことで殴り合いの大喧嘩をした。この事件から1年生にも関わらず、ホワイトのリーダーに任命された。成績優秀で小柴に次ぐ学園2位の実力。他人に対して徹底的に無関心だが、陽菜に対してだけは積極的に関わろうとするため、「陽菜は一色唯一の弱み」だという噂が広まってしまう。その結果ホワイト・ブラック両方から陽菜に対する嫌がらせが行われるようになり、それをまた一色がかばうため、どんどんエスカレートしてしまう悪循環に陥る。西崎とは異母兄弟と思われていたが、完結編にて母親の浮気相手の子供であることが判明する。叔父以外の男性には恋しない陽菜でも、お化けに変装した彼は面白がっていた（「お化けの見た目」だけを面白がる描き方がされており、どのニュアンスで受けたかは伏せられていた）。
幼少期は「ショウくん」と呼ばれていて、裏表のない性格だった。作者に男性キャラで読者人気が一位だった点、恋愛描写が不完全燃焼だった点が明かされており、本編打ち切りのため、メインヒーローかは不明なままだった。
白雪 つぐみ（しらゆき つぐみ）
2年生。生徒会役員。清楚な美少女で学園のマドンナ。その容姿と人柄から、白黒問わず男子生徒に大人気。しかし、小柴に本性を暴かれてしまう。中学時代から一色とともに生徒会をしており、彼に恋心を抱いている。一色に一番近い女性である、という自負を陽菜に砕かれた。
宇沙美 流羽（うさみ るう）
1年生。小学1年の頃の陽菜の友人…のはずだが、陽菜は流羽のことを憶えていなかった。陽菜がグレイに引き入れた第1号。小柄で大人しい性格の為、いじめの標的にされ易いようだ。グレイ参入後、小柴に恋心を抱くようになる。
瀧上 浩介（たきがみ こうすけ）
2年生。生徒会副会長。眼鏡を掛けている。一色の補佐的役割を果たしている。
蝶野 華奈子（ちょうの かなこ）
2年生。常盤学園の派閥「バタフライ」の代表。学園内で目立っている女生徒に対し、白黒グレイ問わず陰湿な嫌がらせを組織的に行っていた。ギャルのような風貌で、実家は超お金持ち。彼女に出会うまで陽菜はどんな悪い人も改心させれば良いと考えていたが、蝶野だけは性根腐っていて改心させようもないと判断し、制裁をする。

### ブラック
西崎 快人（にしざき かいと）
1年生。ブラックの頂点に立つ男。喧嘩はかなり強く、強い者にも弱い者にも躊躇いなく暴力を振るう危険人物。ブラックに対して恐怖政治を敷いているかのように思われるが、実は圧倒的な力からカリスマ的な人気がある。陽菜に対しても色々とちょっかいを出してくるが、組織のためというより、面白半分でやっている節がある。陽菜に暴力を加える一方で、陽菜と付き合っている噂を流され、陽菜と共通の保健室のベッドで寝るといった迷惑をかけたこともある。
中学時代はサッカーで将来を期待される「さわやかスポーツ少年」と言われていたが、些細な喧嘩が原因で膝を痛めてしまい、サッカーの道を断たれてしまう。それ以降不良化してしまった。陽菜の転入当時は超乱暴者であったが、陽菜の行動でかなり改心していく。豊の元カレで、別れた原因は、当時の豊が心を開いた直後に聞いた、西崎が夏美に言った「夏美のそばが一番安心できる」という一言。本編の最後には陽菜に助言されて元カノの豊に「本気で惚れてたのはお前だけだった」と伝え、豊もそれに応えるように素直になろうとしている。
徐々に改心していくキャラであり、一色と対照的な派手な容姿に描かれているが、作者からは徹底した敵役（憎まれ役?）として描きたかった点が明かされている。
吉沢 凜花（よしざわ りんか）
「バタフライ」の一人。ホワイトばかりのバタフライの中で、一人だけブラックの制服を着ている。一見おさげ髪で無表情の控えめな容姿。蝶野の幼馴染でバタフライの小間使いにされており、いじめの実行犯を押し付けられていた。陽菜の叱咤により改心した…ように思われたが、実は後に蝶野以上の悪役になって再登場する予定だった。打ち切りの為にこのエピソードが削られたことが、コミックスの柱に書かれている。
城乃内（じょうのうち）
2年生。西崎の取り巻きの一人。バンダナを巻いている。
樋口（ひぐち）
常盤学園陸上部部長。インター杯4位の実績を持つが陽菜と競走した際に負けた。

### その他
三嶋 恭一（みしま きょういち）
陽菜の叔父。母親の弟。職業は画家で29歳（設定年齢）にも関わらず、彼の絵はかなりの評価を得ている。放浪癖があり一つの場所に留まれない。陽菜が何度も転校しているのはそのため。一色とは知り合いらしく、彼が陽菜に近づくことを嫌っている。
宮部 夏海（みやべ なつみ）
西崎の従姉。容姿端麗な大人の女性。西崎の元カノで、未だ西崎は夏海の家を頻繁に訪れている。
平山 敏郎（ひらやま としろう）
常盤学園体育教師。陽菜の担任である。学園の闘争に頭を痛めているが、陽菜に制服を着る事を勧めたりと、傍観の立場を取っている。

## 番外編
「3days」（スリーデイズ）
2001年りぼん夏休み増刊号にて発表された作品である。

### ストーリー
- 中学時代の西崎と飯島のストーリーで、当時西崎はサッカー部に所属するさわやかスポーツ少年であった。他の部員とナンバー1の女子を話題に挙げていた中、西崎は飯島を指名した。
- この時の飯島は家の料理長に弁当を持ってきていたのを西崎が見てそれを西崎が食べたくて仕方なくつきまとっていた。
- 西崎が飯島につきあうと言い出したのが切っ掛けで飯島は心を開いた。

## 特記事項
- タイトルにペンギンを銘打たれているが、実際本編でペンギンが登場したのは第1回目冒頭の回想シーンのイラストのみである。但し当作品連載中にりぼんの付録等で使用された各種イラストで時折ペンギンが登場している。これらのイラストは単行本欄外に再掲されているものがある。
- 茨城県に「学校法人常磐学園」常磐大学・常磐大学高等学校が実在するが、これとは一切無関係である。

## 書誌情報
椎名あゆみ『ペンギン☆ブラザーズ』、集英社〈りぼんマスコットコミックス〉、全5巻
1. 2000年11月15日発売、ISBN 978-4-08-856237-7
2. 2001年5月15日発売、ISBN 978-4-08-856282-7
3. 2001年10月15日発売、ISBN 978-4-08-856319-0
4. 2002年2月15日発売、ISBN 978-4-08-856350-3
5. 2002年11月15日発売、ISBN 978-4-08-856417-3